# Cyrtandra minjemensis
Cyrtandra minjemensis är en tvåhjärtbladig växtart som beskrevs av Rudolf Schlechter. Cyrtandra minjemensis ingår i släktet Cyrtandra och familjen Gesneriaceae. Inga underarter finns listade i Catalogue of Life.